# Tretioscincus
Tretioscincus — рід ящірок родини гімнофтальмових (Gymnophthalmidae). Представники цього роду мешкають в Південній Америці.

## Види
Рід Tretioscincus нараховує 3 види:
- Tretioscincus agilis (Ruthven, 1916)
- Tretioscincus bifasciatus (Duméril, 1851)
- Tretioscincus oriximinensis Avila-Pires, 1995

## Етимологія
Наукова назва роду Tretioscincus походить від сполучення слів дав.-гр. τρητος — просверлений, той, що має отвір і лат. scincus — ящірка, сцинк.